# Bartomeu Suau Serra
Bartomeu Suau Serra és un sacerdot i activista social mallorquí. El 2000 va rebre el Premi Ramon Llull en reconeixement de la seva tasca educativa al barri de Palma de sa Indioteria i el seu ajut a la infància. Actualment és rector de s'Indioteria i conciliari del Club d'esplai Jovent i de l'Associació Jovent Segle XXI.